# Nadire Biskin

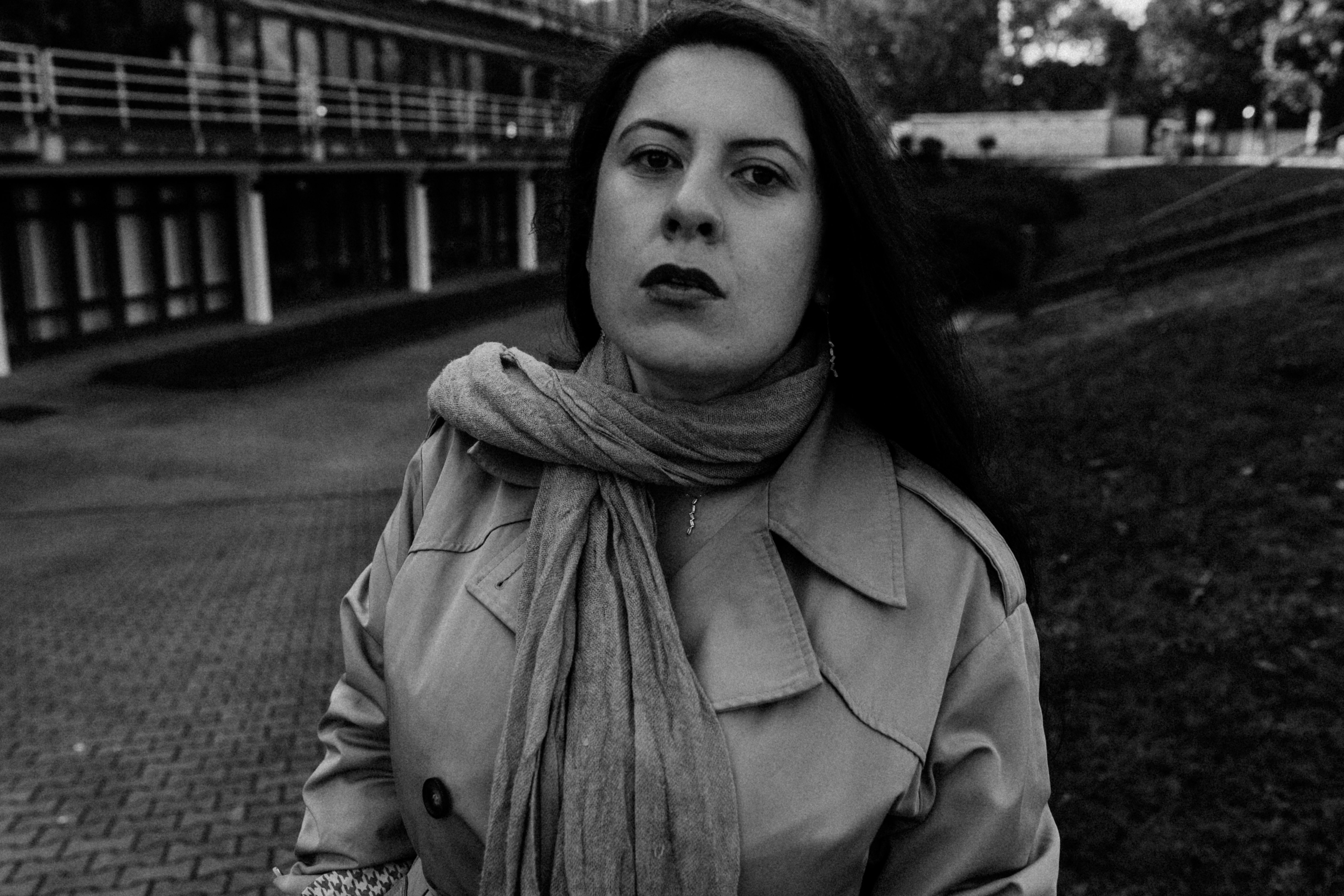
Autorin: Nadire Biskin, 2023

Nadire Biskin (geboren am 7. Mai 1987 in Berlin) ist eine deutsche Schriftstellerin und Journalistin.

## Leben
Nadire Biskin wuchs in einer Arbeiterfamilie in Berlin-Wedding auf. Nach dem Abitur studierte Biskin Philosophie, Ethik und Spanisch an der Humboldt-Universität zu Berlin und der Universität Alicante. Während ihres Referendariats hat sie mit Unterstützung der Fulbright Stiftung zum Thema Diversity and inclusion in the classroom in San Antonio, Texas gearbeitet. Später forschte sie mehrere Jahre zur Sprachbildung und Mehrsprachigkeit. Biskin arbeitet als Lehrerin und ihre Prosatexte sind in zahlreichen Magazinen erschienen.

## Werk
Nadire Biskin schreibt journalistische Texte, Essays und Lyrik, die in zahlreichen Magazinen und Publikationen erschienen sind, u. a. in Zeit online, Haymatlos und Cope.
Biskins Debütroman Ein Spiegel für mein Gegenüber, der 2022 bei dtv erschien, handelt von einer Frau namens Huzur, die in Berlin während ihres Referendariat suspendiert wurde und die Familie in der Türkei besucht. Zurück in Berlin hat sie eine Begegnung mit einem zuvor von einem Busfahrer beschimpften Mädchen, das aus dem Bus geworfen wird. Spontan nimmt sie das verwahrloste zehnjährige Mädchen, das ohne Begleitung aus Syrien geflüchtet war, bei sich auf. Anhand von Huzurs Aufnahme des Mädchens Hiba fließen gesellschaftskritische Themen wie Integration, Rassismus, Sexismus, Klassismus in den Roman ein. In einem Interview mit der Berliner Zeitung beschreibt Biskin ihre Arbeit: „Viele der Dinge, die ich in immer gleichen, dann auch ermüdenden Gesprächen ausführen muss, kann ich nun literarisch verarbeiten. Aus der Not, diese Themen ständig im Alltag bewältigen zu müssen, kann ich beim Schreiben eine Tugend machen.“
Laut Berliner Zeitung ruft Biskins Roman Ein Spiegel für mein Gegenüber zu größerer Bewusstheit über das Hineinquetschen eines Menschen in die Kategorie einer vermeintlichen „Rasse“ auf.

## Publikationen
- Ein Spiegel für mein Gegenüber. dtv, München 2022, ISBN 978-3-423-28294-9.